# Bahnhof Wilischthal
Der Bahnhof Wilischthal ist eine Betriebsstelle der Bahnstrecke Annaberg-Buchholz unt Bf–Flöha und der hier von 1886 bis 1972 beginnenden Schmalspurbahn Wilischthal–Thum. Der heutige Haltepunkt liegt auf dem Gebiet der zur Stadt Zschopau gehörigen Siedlung Wilischthal im sächsischen Erzgebirgskreis. 

## Lage
Die Station Wilischthal liegt im südwestlichen Stadtgebiet von Zschopau in der zur Stadt gehörigen Siedlung Wilischthal. Nördlich der Station mündet die Wilisch in die Zschopau. 

## Geschichte

### Name
Die Station trug zwei verschiedene Namen, im Einzelnen waren dies:
- bis 30. April 1902: Wilischthal
- bis 18. Februar 1910: Wilischtal
- ab 19. Februar 1910: Wilischthal

### Betrieb

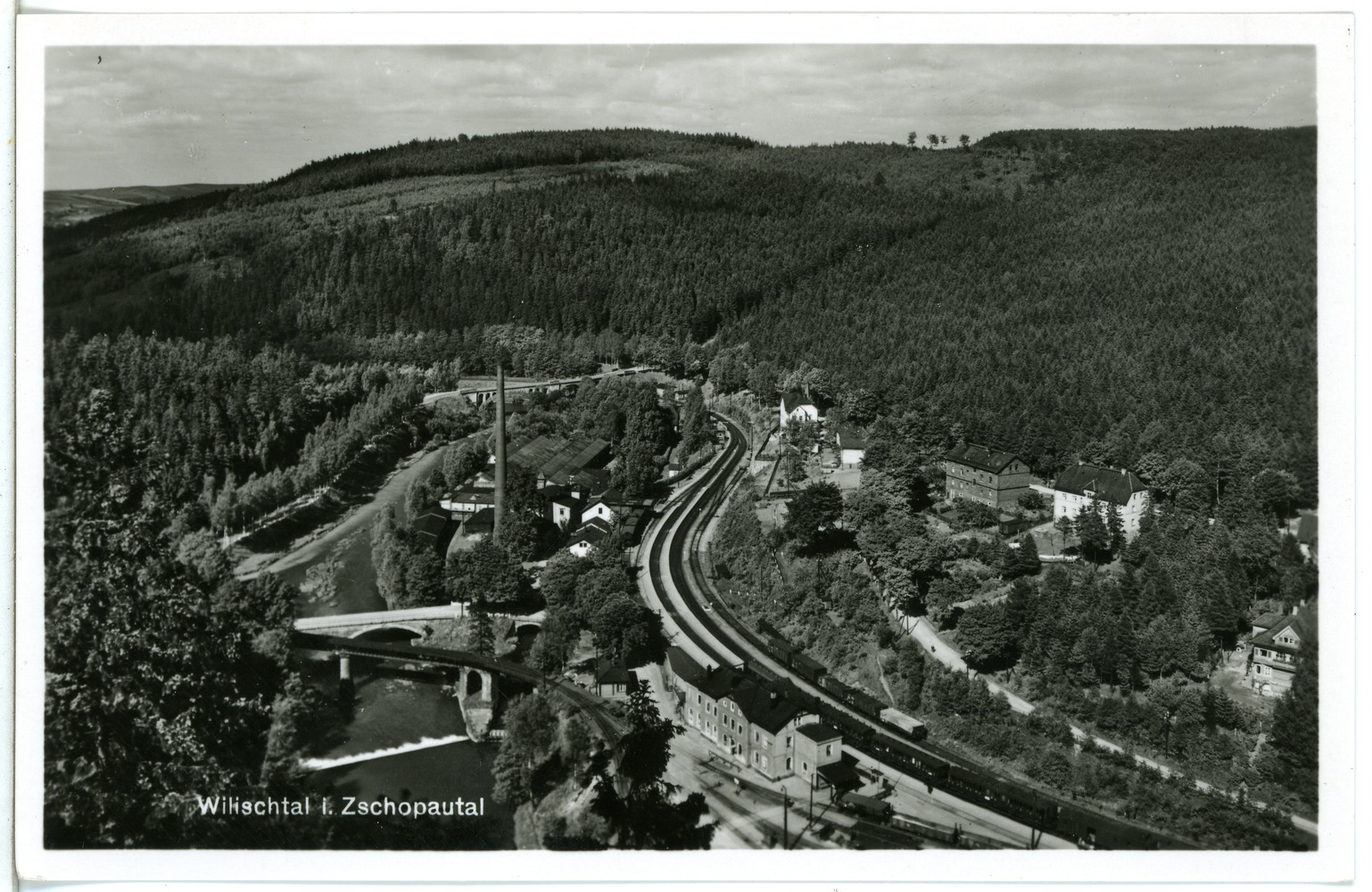
Lage des Bahnhofs Wilischthal (1935)

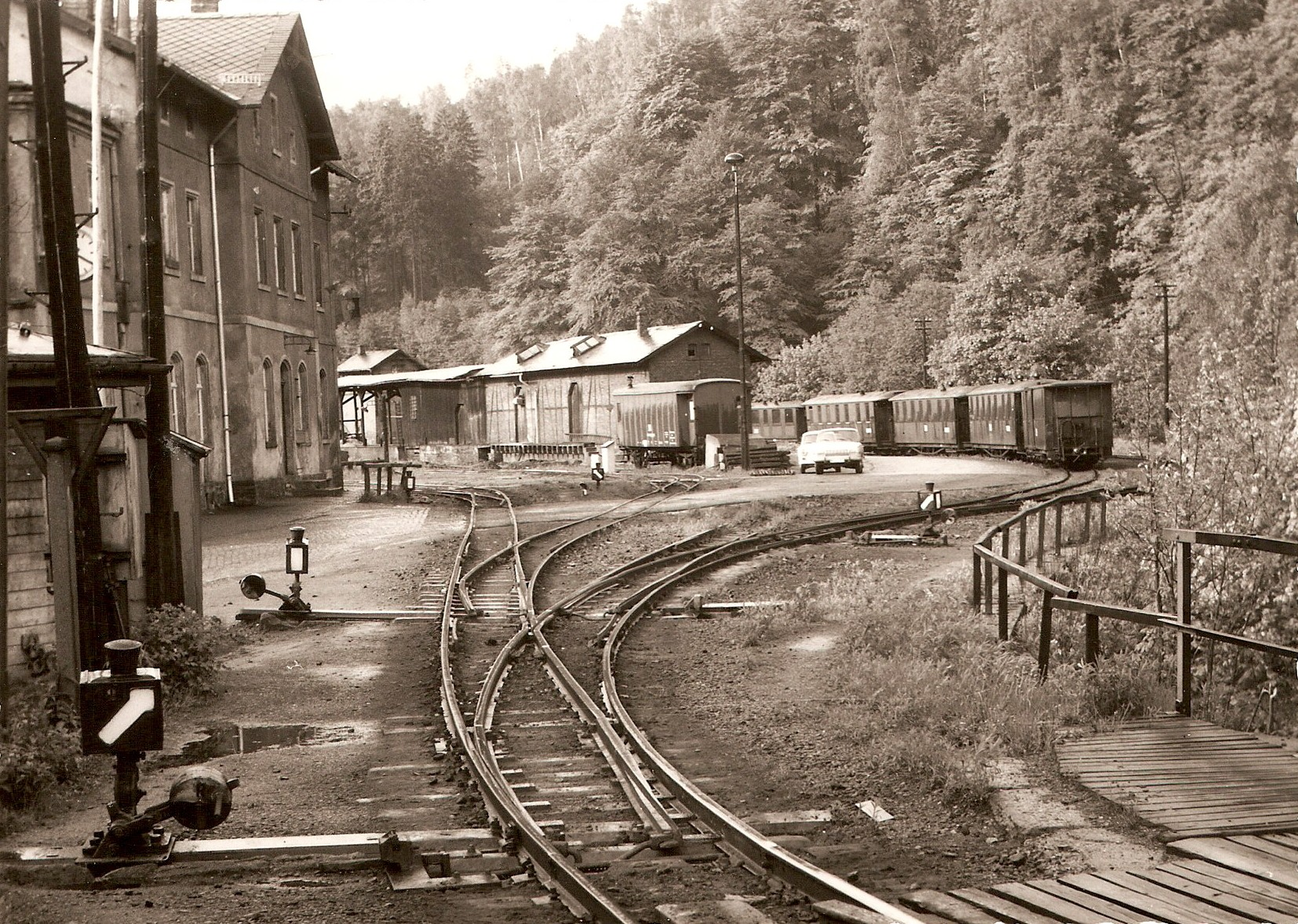
Gleisanlagen der Schmalspurbahn, Bahnhofsgebäude, Güterschuppen

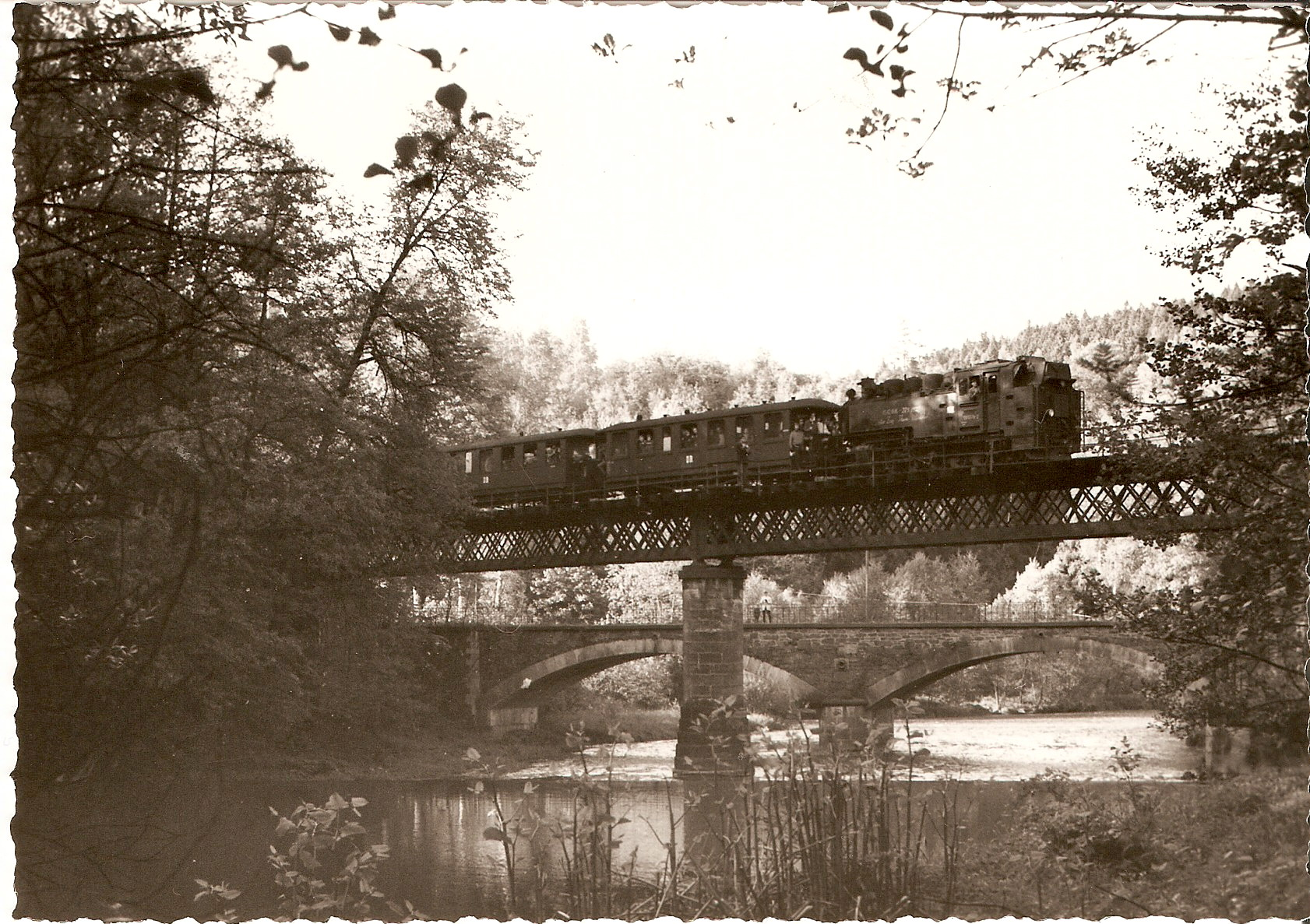
Letzter Zug Thum–Wilischthal auf der Zschopaubrücke (1972)

Am 1. Dezember 1874 wurde der Bahnhof Wilischthal an der bereits im Jahr 1866 eröffneten normalspurigen Bahnstrecke Annaberg–Flöha errichtet. Mit der Eröffnung der Schmalspurbahn Wilischthal–Thum im Jahr 1886 wurde auch der schmalspurige Teil des nunmehrigen Spurwechselbahnhofs eingeweiht. Das bestehende Empfangsgebäude der Zschopautalbahn wurde dabei um einen Anbau erweitert. Neu errichtet wurden ein einständiger Lokschuppen, ein Kohleschuppen mit Aufenthaltsraum und einer angrenzenden Wasserstation, mit einem ca. vier Meter ausladenden Wasserkran. Weiterhin entstanden eine Verladerampe für Schmalspurfahrzeuge und eine 1887 errichtete Rollbockgrube, die 1913 für die Verwendung von Rollwagen umgebaut wurde. Ab 1906 diente der Lokschuppen im Winter nur noch für anfallende Wagenreparaturen. An Hochbauten besaß der Bahnhof Wilischthal ein Empfangsgebäude, Wirtschaftsgebäude, Güterschuppen, Lokomotivschuppen mit Kohlenschuppen und Wasserstation, eine Umladehalle, eine Ladebühne, drei Weichenwärterbuden, einen Oberbaumaterialschuppen, einen Freiabtritt, drei Wagenkästen und eine Betriebsmittelüberladerampe. Die Gleisanlagen bestanden aus neun normalspurigen und elf schmalspurigen Gleisen. 1934 erfolgte der Abriss des einständigen Schmalspurheizhauses. Die Unterhaltung der Schmalspurloks fand seitdem im Bahnhof Thum statt.
Mit der Einstellung der schmalspurigen Wilischthalbahn am 28. Mai 1972 verlor der Bahnhof Wilischthal seine Bedeutung als Umstiegsbahnhof im Personenverkehr. Zu dieser Zeit waren Lokomotiv- und Kohleschuppen bereits nicht mehr vorhanden. Die Gleise der Schmalspurbahn wurden bis 1976 schrittweise von Thum bis zum Anschlussgleis der Papierfabrik Wilischthal abgebaut. Lediglich der Anschluss zur Papierfabrik wurde bis 1992 von Wilischthal aus noch mit Rangierfahrten und schmalspurigen Restgüterfahrten bedient. Im Unterschied zum Bahnhof Schönfeld-Wiesa unterblieb jedoch eine Umspurung des Anschlussgleises auf Normalspur. Im Dezember 1991 fanden auf dem Anschlussgleis letztmals Sonderfahrten mit einer Lokomotive IV K, einem Gepäck- und einem Reisezugwagen statt.
Im Jahr 1989 wurde der Güterschuppen abgerissen, 1992 endete der Güterverkehr im Bahnhof. Im Zusammenhang mit der Streckensanierung im Jahr 2007 wurde der Bahnhof Wilischthal zum Haltepunkt zurückgebaut. Seitdem liegt nur noch das Durchgangsgleis auf dem Areal des einstigen Bahnhofs. An Hochbauten sind heute neben dem ausgedienten Empfangsgebäude mit angebautem Stellwerk noch ein Wirtschaftsgebäude und ein Weichenposten vorhanden. Im ehemaligen Schmalspurteil sind noch Gleisreste zu finden.
Wilischthal wird im Jahresfahrplan 2022 von den Reisezügen der Linie RB 80 (Chemnitz–Annaberg-Buchholz–Cranzahl) der Erzgebirgsbahn im Stundentakt bedient, wobei die Züge planmäßig nur bei Bedarf halten.

## Verkehrsanbindung
| Linie | Linienverlauf                                              | Takt (min) | EVU            |
| ----- | ---------------------------------------------------------- | ---------- | -------------- |
| RB 80 | Chemnitz – Flöha – Zschopau – Annaberg-Buchholz – Cranzahl | 060        | Erzgebirgsbahn |

## Galerie

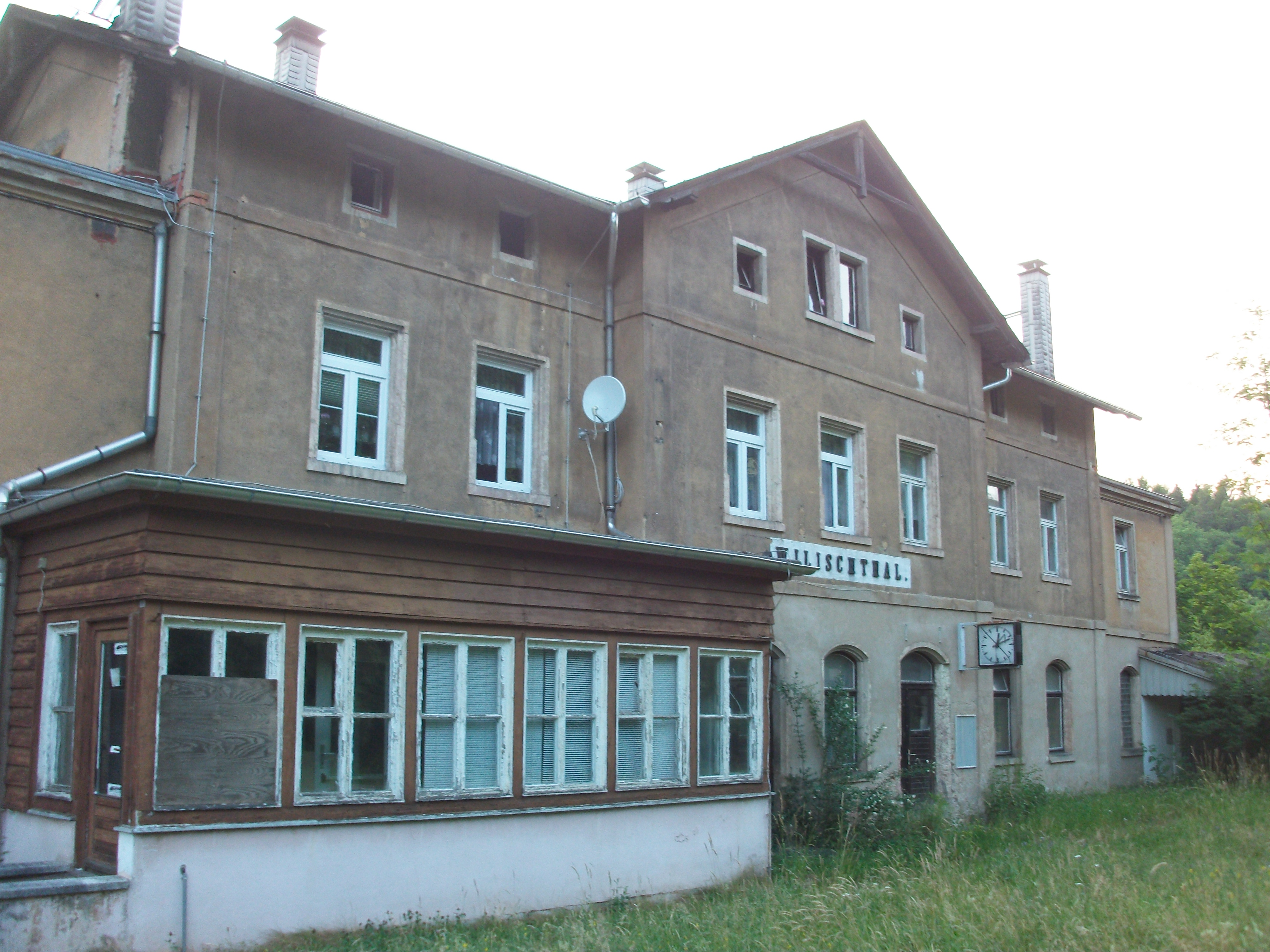
Bahnhof Wilischthal, Empfangsgebäude Normalspurseite (2017)
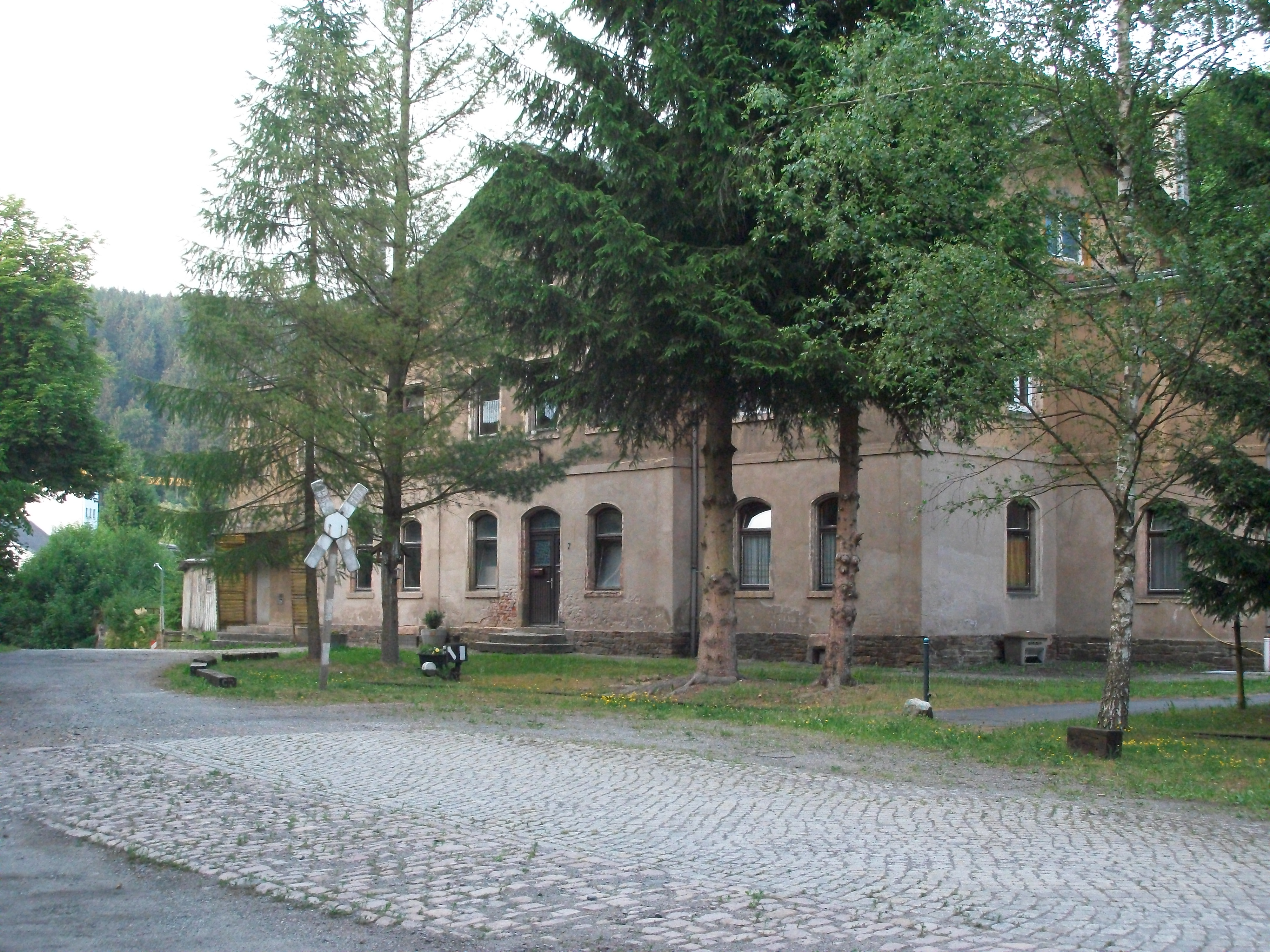
Bahnhof Wilischthal, Empfangsgebäude Schmalspurseite (2017)
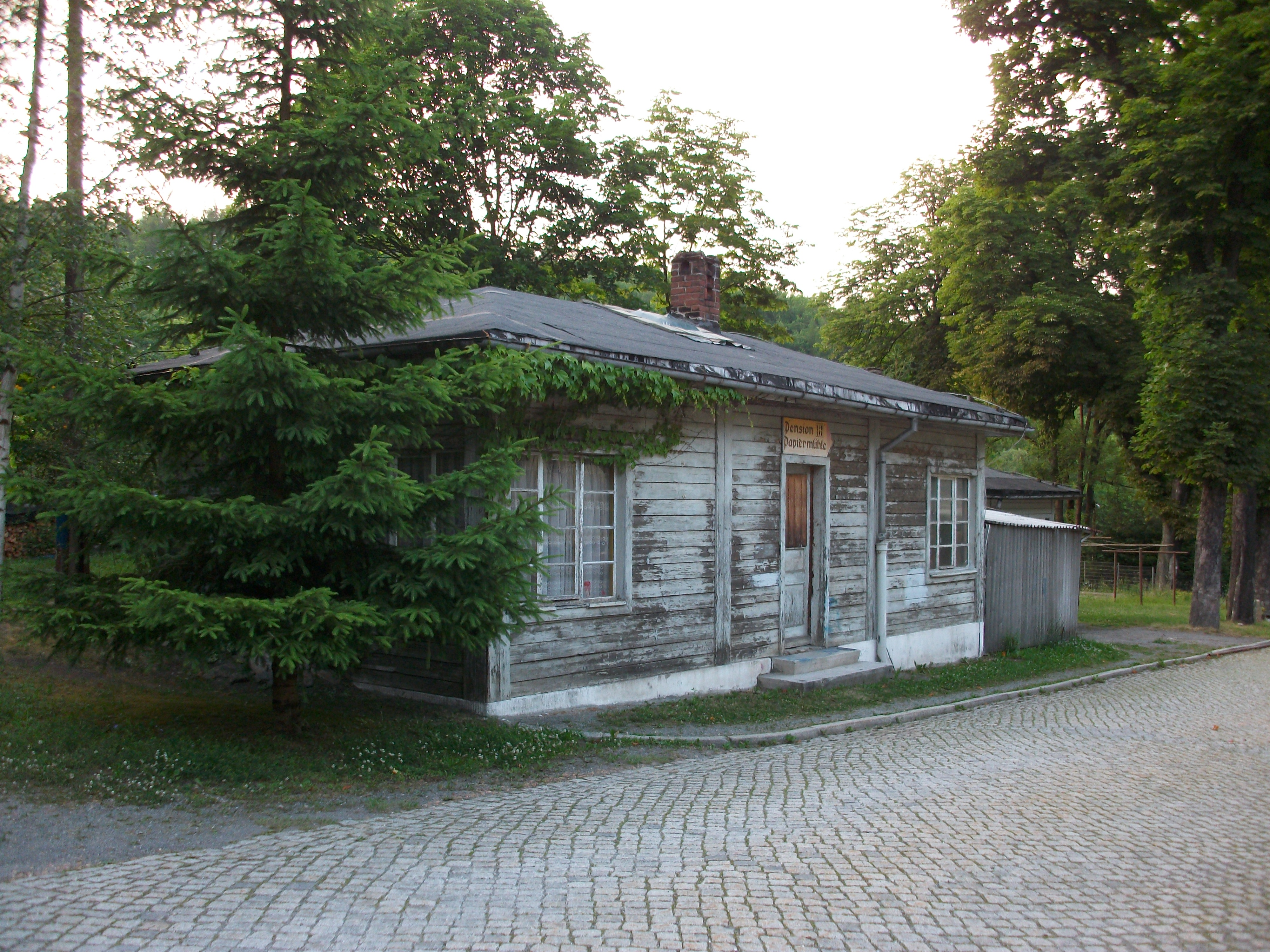
Bahnhof Wilischthal, ehemaliger Weichenposten (2017)
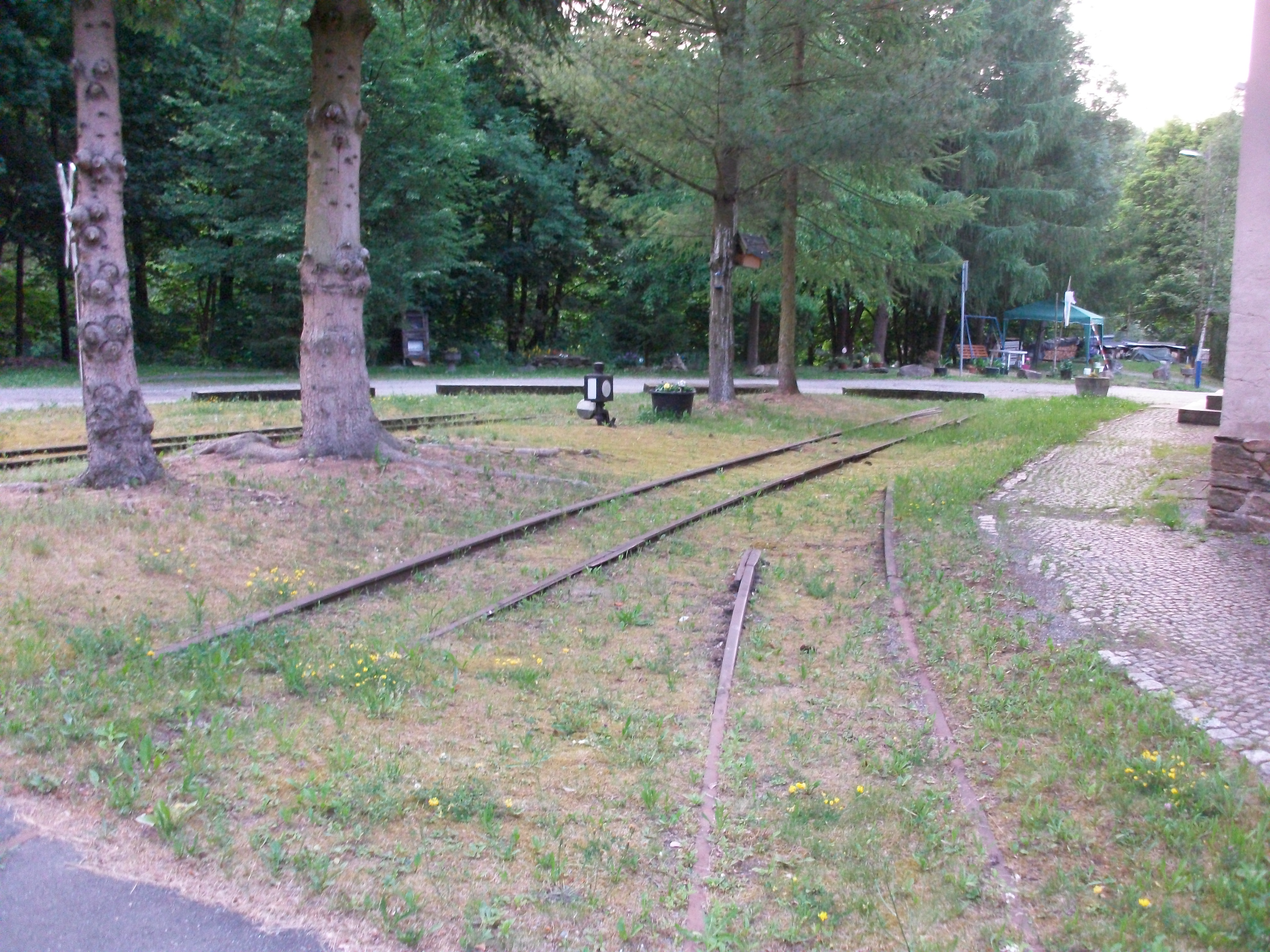
Bahnhof Wilischthal, ehemaliger Schmalspurteil (2017)
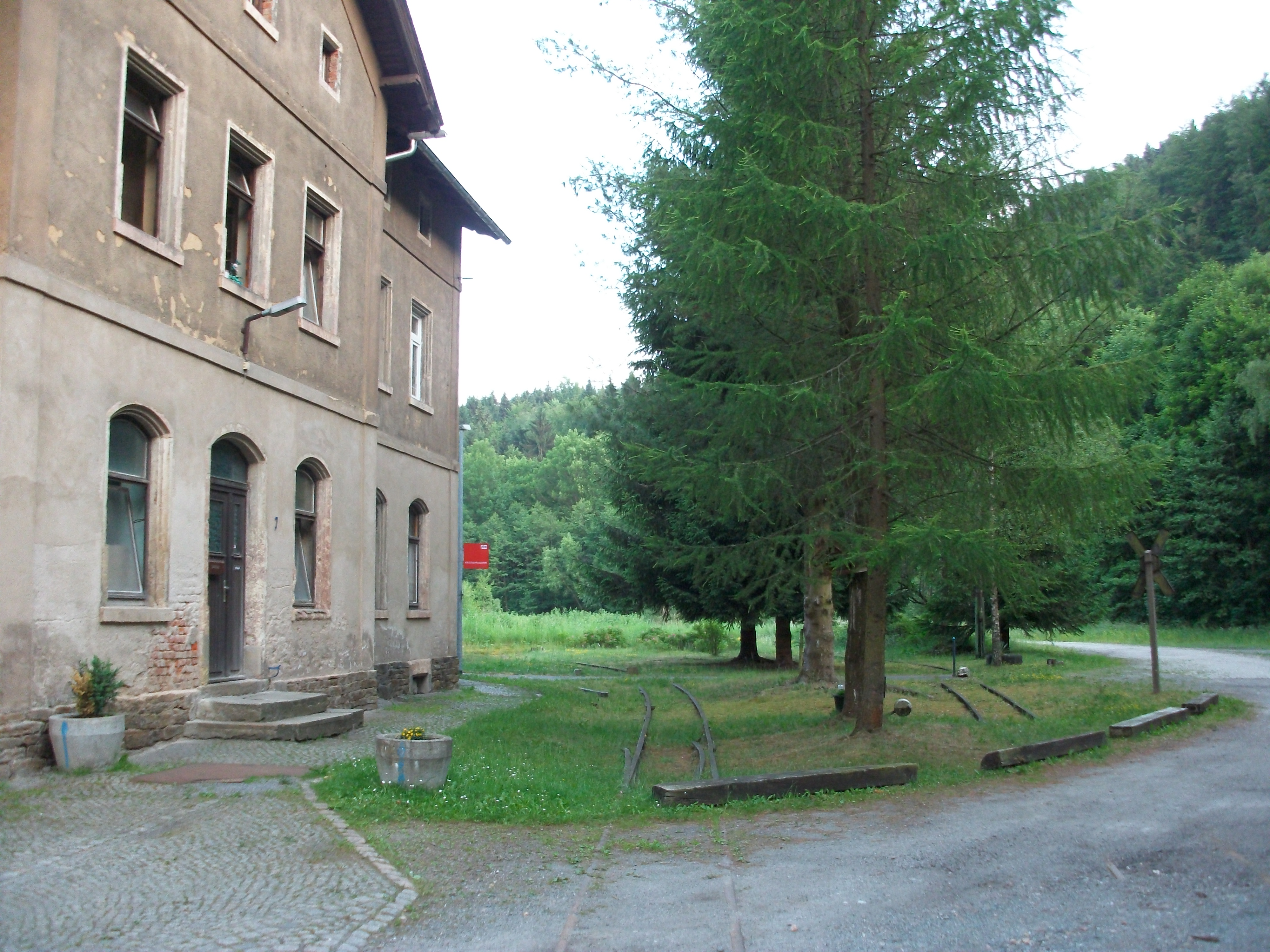
Bahnhof Wilischthal, ehemaliger Schmalspurteil (2017)
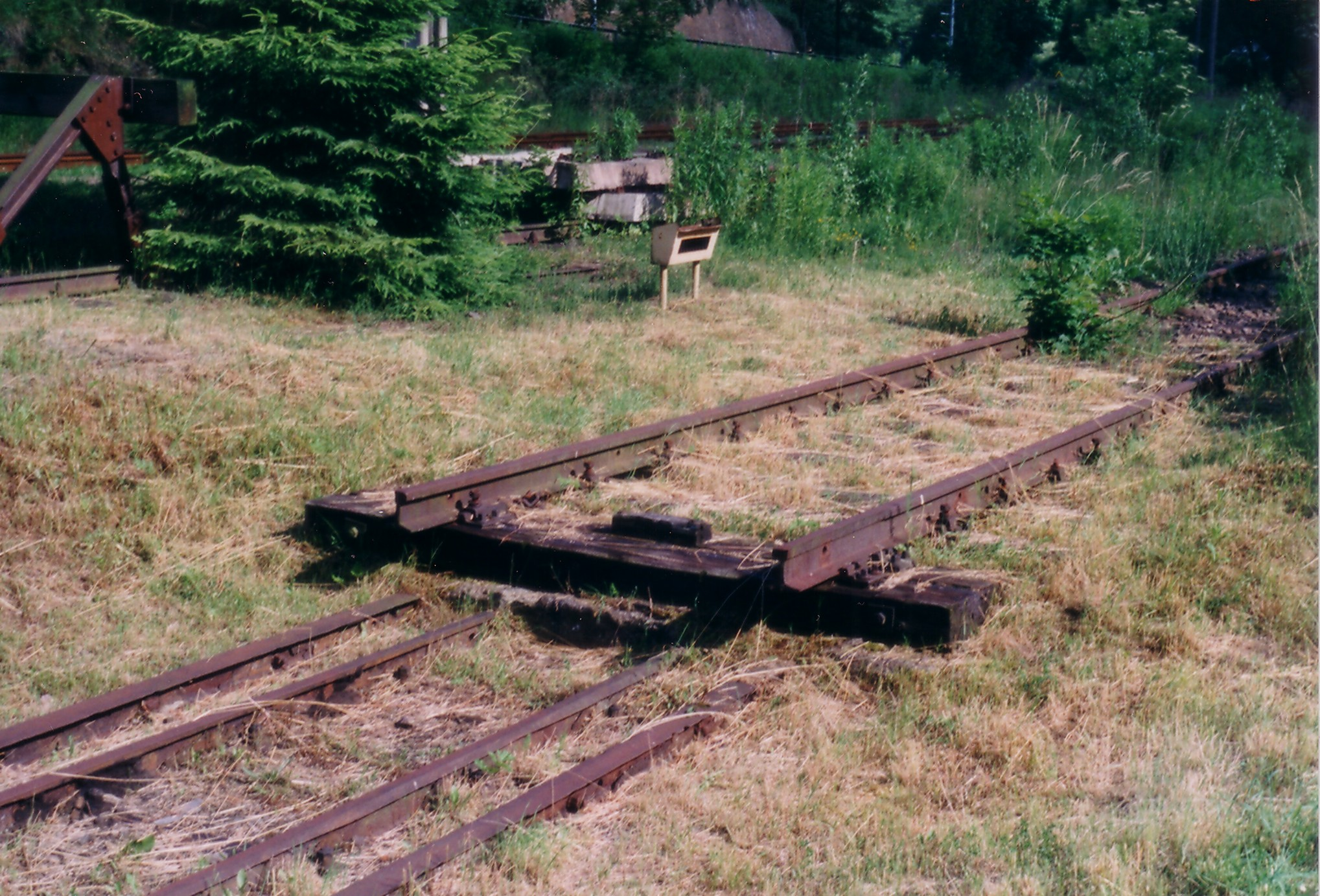
Bahnhof Wilischthal, Rollwagenrampe (2000)